# Gunung Serakahkanden
Gunung Serakahkanden är ett berg i Indonesien.   Det ligger i provinsen Aceh, i den västra delen av landet, 1 700 km nordväst om huvudstaden Jakarta. Toppen på Gunung Serakahkanden är 928 meter över havet.
Terrängen runt Gunung Serakahkanden är kuperad åt sydväst, men åt nordost är den bergig.Runt Gunung Serakahkanden är det mycket glesbefolkat, med 2 invånare per kvadratkilometer. I omgivningarna runt Gunung Serakahkanden växer i huvudsak städsegrön lövskog.